# Szymon Gąsienica-Krzyś
Szymon Gąsienica-Krzyś (ur. 1847 w Zakopanem, zm. 1907 tamże) – góral podhalański, gawędziarz, znany muzykant.
W młodości wędrował za pracą na Liptów, docierając nawet do Budapesztu. Później był przyjacielem i ulubionym woźnicą Kazimierza Przerwy-Tetmajera, którego woził po Tatrach i Podhalu. Był dla pisarza źródłem informacji o dawnej góralszczyźnie, które wykorzystał w zbiorze opowiadań Na skalnym Podhalu i epopei Legenda Tatr.
Szymon Krzyś był uznanym muzykantem porównywanym z Bartłomiejem Obrochtą. Od Kazimierza Przerwy-Tetmajera otrzymał skrzypce przywiezione specjalnie dla niego z Wiednia, były to prawdopodobnie pierwsze profesjonalne skrzypce na Podhalu. Wcześniej grywano na wykonanych ręcznie, prostych złóbcokach.
Postać Szymka Krzysia uwiecznił Tetmajer poświęcając mu opowiadanie w zbiorze Na skalnym Podhalu. Potomkami Krzysia są polscy narciarze alpejscy Andrzej Bachleda-Curuś i jego syn, także Andrzej.